# Henri Thamier
Henri Thamier, né le 10 février 1916 à Montpellier (Hérault) et mort le 7 novembre 2001 à Toulouse (Haute-Garonne), est un homme politique français. Membre du Parti communiste français, il est député du Lot de 1945 à 1958.

## Biographie
Enfant naturel, doué pour les études, Henri Thamier est admis premier à l'École normale supérieure. Il est nommé instituteur en 1937.
Il adhère aux Jeunesses communistes du Lot en 1935, puis au Parti communiste français. Pendant l'Occupation, il participe à la Résistance dans le Lot dans les rangs du Font national et des Francs-tireurs et partisans, devient secrétaire du Comité départemental de libération, dont le président est Édouard Laval, puis membre du Comité Régional de Libération à Toulouse.
Après la guerre, Henri Thamier milite au sein du SNI dont il devient délégué cantonal à partir de 1959. Il est secrétaire départemental de la FEN de 1968 à 1971.
Au sein du Parti communiste, il milite au niveau de la fédération du Lot dont il est le secrétaire en 1953-1954, puis de 1959 à 1965.
Présentant sa candidature aux scrutins nationaux, Henri Thamier est élu aux deux Assemblées constituantes de 1945 (à 29 ans, il est l'un des plus jeunes députés de France le 21 octobre 1945) et 1946, puis à l'Assemblée législative de novembre 1946. Il est réélu le 2 juin 1946 et à l'Assemblée Nationale le 10 novembre 1946. En 1951, bien qu'arrivé le 1er par le nombre de suffrages obtenus, il perd son siège au profit du 4e candidat par le système des apparentements. Le 16 novembre 1952, il obtient un nouveau mandat, et pour la 5e fois, en janvier 1956. Plusieurs fois nommé à la commission de l'Éducation nationale, il insiste notamment pour le développement de l'éducation physique et sportive.
Il est vice-président du Conseil général du Lot de 1982 à 1985.
Henri Thamier écrit son autobiographie, Le Rouge et le Cœur, qui paraît en 1988. Il avait également écrit un autre livre inachevé intitulé le Pied quelque part que son fils Jean-Jacques a publié dans un livre lui rendant hommage sous le titre Henri Thamier un homme d'exception. 
Il avait été décoré chevalier de la Légion d'honneur lors d'une cérémonie le 8 mai 1983. Par la suite, il a été décoré Chevalier des Palmes Académiques.

## Détail des fonctions et des mandats
- 1945-1946 : Député du Lot
- 1946-1951 : Député du Lot
- 1948-1949 : Maire de Saint-Jean-Lagineste, commune qu'il a créée
- 1949-1959 : Conseiller municipal de Cahors
- 1952-1958 : Député du Lot
- 1965-1971 : Conseiller municipal de Cahors
- 1977-1989 : Maire adjoint de Cahors
- 1979-1985 : Conseiller général du canton de Cahors-Sud
- 1982-1985 : Vice-président du Conseil général du Lot
- 1986      : Président de la 6ème commission des Affaires Sociales de la Santé et de l'Habitat du Conseil Régional Midi-Pyrénées

Président départemental de l'UFAC (Union Française des Anciens Combattants) ; président départemental des Anciens Combattants de la Résistance ; secrétaire départemental du Comité de libération ; directeur du journal mensuel Notre Quercy ; président d'honneur de la Fédération des Œuvres Laïques Départemental (FOL) ; médaillé de la Jeunesse et des Sports ; médaillé de l'Office National Mémoire-Solidarité ; Croix du combattant ; médaillé du Combattant Volontaire de la Résistance ; secrétaire général de la Fédération de l'Éducation Nationale ; membre du bureau national des instituteurs ; délégué du Lot aux états généraux de la renaissance française.